# Imola Calcio a 5 2016-2017
Questa pagina raccoglie i dati riguardanti l'Imola Calcio a 5, squadra di calcio a 5 militante in serie A, nelle competizioni ufficiali del 2016-2017.

## Trasferimenti

### Sessione estiva
| Deilton      | Cascavel   |
| Fabinho      | AGE        |
| Toni Jelavić | PesaroFano |

| Luigi Carpino           | Pistoia  |
| Romeo Giyshja           | Faventia |
| Alejandro López Escobar | Castello |
| Leonardo Pietrobom      | Forlì    |
| Nicola Venturelli       | Faventia |

### Sessione invernale
| Lorenzo Lesce | Forlì |

| Lorenzo Costa | Castello |

## Organico

### Prima squadra
| N° | Naz.               | Ruolo      | Sportivo          | Anno     |  |  |
| -- | ------------------ | ---------- | ----------------- | -------- |  |  |
| 1  | Italia (bandiera)  | POR        | Lorenzo Battaglia | 28.11.88 |  |  |
| 2  | Brasile (bandiera) | DIF        | Deilton           | 24.01.86 |  |  |
| 4  | Italia (bandiera)  | LAT        | Lorenzo Costa     | 24.10.95 |  |  |
| 6  | Croazia (bandiera) | DIF        | Toni Jelavić      | 28.11.91 |  |  |
| 7  | Spagna (bandiera)  | LAT        | José Revert       | 22.01.85 |  |  |
| 8  | Brasile (bandiera) | UNI        | Márcio Borges     | 26.08.90 |  |  |
| 9  | Italia (bandiera)  | PIV        | Mauro Castagna    | 09.05.94 |  |  |
| 10 | Italia (bandiera)  | DIF        | Igor Vignoli      | 30.08.80 |  |  |
| 11 | Brasile (bandiera) | PIV        | Fabinho           | 17.03.90 |  |  |
| 12 | Brasile (bandiera) | POR        | Juninho           | 10.03.93 |  |  |
| 13 | Italia (bandiera)  | LAT        | Samuele Barbieri  | 03.05.91 |  |  |
| 16 | Italia (bandiera)  | PIV        | Lorenzo Lesce     | 07.08.89 |  |  |
|    | Italia (bandiera)  | Allenatore | Vanni Pedrini     | 09.02.80 |  |  |

### Under-21
| N° | Naz.               | Ruolo | Sportivo            | Anno     |  |  |
| -- | ------------------ | ----- | ------------------- | -------- |  |  |
| 3  | Italia (bandiera)  | LAT   | Alex Frassineti     | 10.12.96 |  |  |
| 4  | Italia (bandiera)  | LAT   | Marco Neri          | 06.08.96 |  |  |
| 5  | Italia (bandiera)  | LAT   | Maurizio Napoletano | 13.05.96 |  |  |
| 14 | Italia (bandiera)  | LAT   | Filippo Sponghi     | 04.11.96 |  |  |
| 15 | Italia (bandiera)  | LAT   | Matteo Crisantema   | 05.05.97 |  |  |
| 17 | Marocco (bandiera) | LAT   | Abderrazaq Boustial | 20.10.00 |  |  |
| 19 | Italia (bandiera)  | POR   | Massimiliano Resta  | 28.01.97 |  |  |
| 22 | Italia (bandiera)  | LAT   | Alfonso Nappi       | 13.06.98 |  |  |
| 23 | Italia (bandiera)  | LAT   | Lorenzo Tosi        | 05.10.98 |  |  |